# Eleccions generals japoneses de 2000
Les 42es eleccions generals del Japó es van celebrar el diumenge 25 de juny de l'any 2000 al Japó i es van elegir els 480 escons de la Cambra de Representants del Japó, qui designa el primer ministre del Japó.

## Resultats
Resultats de les eleccions a la Cambra de Representants del Japó del 2000
| Blocs i partits                | Blocs i partits                 | Circumscripció local | Circumscripció local | Circumscripció local | Circumscripció nacional | Circumscripció nacional | Circumscripció nacional | Escons totals | +/−                                    |
| Blocs i partits                | Blocs i partits                 | Vots                 | %                    | Escons               | Vots                    | %                       | Escons                  | Escons totals | +/−                                    |
| ------------------------------ | ------------------------------- | -------------------- | -------------------- | -------------------- | ----------------------- | ----------------------- | ----------------------- | ------------- | -------------------------------------- |
|                                | Partit Liberal Democràtic (PLD) | 24,945,806           | 40.97%               | 177                  | 16,943,425              | 28.31%                  | 56                      | 233           | 38                                     |
| Kōmeitō                        | 1,231,753                       | 2.02%                | 7                    | 7,762,032            | 12.97%                  | 24                      | 31                      | 11            |                                        |
| Nou Partit Conservador (NPC)   | 1,230,464                       | 2.02%                | 7                    | 247,334              | 0.41%                   | 0                       | 7                       | 11            |                                        |
| Club Reformista                | 203,736                         | 0.33%                | 0                    | –                    | –                       | –                       | 0                       | 5             |                                        |
| Coalició de govern             | 27,611,760                      | 45.35%               | 191                  | 24,952,791           | 41.70%                  | 80                      | 271                     | 65            |                                        |
|                                | Partit Democràtic (PDJ)         | 16,811,732           | 27.61%               | 80                   | 15,067,990              | 25.18%                  | 47                      | 127           | 32                                     |
| Partit Liberal                 | 2,053,736                       | 3.37%                | 4                    | 6,589,490            | 11.01%                  | 18                      | 22                      | 4             |                                        |
| Partit Comunista Japonés (PCJ) | 7,352,844                       | 12.08%               | 0                    | 6,719,016            | 11.23%                  | 20                      | 20                      | 6             |                                        |
| Partit Socialdemòcrata (PSD)   | 2,315,235                       | 3.80%                | 4                    | 5,603,680            | 9.36%                   | 15                      | 19                      | 5             |                                        |
| Grup d'Independents            | 652,138                         | 1.07%                | 5                    | 151,345              | 0.25%                   | 0                       | 5                       | 1             |                                        |
| Lliga Liberal (LL)             | 1,071,012                       | 1.76%                | 1                    | 660,724              | 1.10%                   | 0                       | 1                       | =0            |                                        |
| Altres                         | 46,945                          | 0.08%                | 0                    | 99,565               | 0.17%                   | 0                       | 0                       | 1             |                                        |
| Partits de l'oposició          | 30,243,642                      | 49.78%               | 94                   | 34,891,810           | 58.30%                  | 100                     | 194                     | 35            |                                        |
|                                | Independents                    | 2,967,069            | 4.87%                | 15                   | –                       | –                       | –                       | 15            | 11                                     |
| Vots totals                    | Vots totals                     | 60,822,471           | 100.00%              | 300                  | 59,844,601              | 100.00%                 | 180                     | 480           | 19 · (PR blocks: -20, · 1 vacant seat) |
| Participació                   | Participació                    | 64.45% (+4.8)        | 64.45% (+4.8)        | 64.45% (+4.8)        | 62.49% (+2.87)          | 62.49% (+2.87)          | 62.49% (+2.87)          | –             | –                                      |